# Two-line element
Un two-line element (TLE) è un formato di dati che codifica un elenco di elementi orbitali di un oggetto in orbita terrestre per un dato punto nel tempo, defnito come epoca. Usando una formula di previsione appropriata, può essere stimato in qualsiasi momento (sia nel passato, nel presente e nel futuro) con una certa approssimazione lo stato (posizione e velocità) dell'oggetto. La rappresentazione dei dati TLE è specifica per i modelli di perturbazioni semplificati (SGP, SGP4, SDP4, SGP8 e SDP8), quindi qualsiasi algoritmo che utilizza un TLE come sorgente dati deve tenere conto di uno dei modelli SGP per calcolare correttamente lo stato in un determinato momento. I TLE possono descrivere le traiettorie solo di oggetti in orbita attorno alla Terra. I TLE sono ampiamente utilizzati come input per proiettare le future tracce orbitali di detriti spaziali allo scopo di supportare l'analisi del rischio, l'analisi di avvicinamento ravvicinato, le manovre per evitare le collisioni e l'analisi forense.
Il formato era originariamente stato creato per le schede perforate, codificando un insieme di elementi su due schede standard da 80 colonne. Oggi, essendo i sistemi di schede perforate diventati obsoleti, questo formato è stato sostituito da file di testo con ciascuna linea scritta su due righe ASCII di 69 colonne precedute da una riga del titolo. La United States Space Force tiene traccia di tutti gli oggetti rilevabili nell'orbita terrestre, creando periodicamente con intervalli di ore o, al più, giorni, un TLE per ciascun oggetto orbitante e rendendoli disponibili al pubblico sul sito web Space Track, non divulgando i dati relativi ad alcuni oggetti militari o classificati e rendendo pubblici i dati relativi a circa 44800 oggetti orbitanti, dei quali circa 8700 satelliti attivi (dati: agosto 2023). Il formato TLE è diventato uno standard de facto per la distribuzione degli elementi orbitali di un oggetto in orbita terrestre.
Un TLE può includere una ulteriore riga che precede le altre due, facente la funzione di titolo. Il TLE può quindi occupare due oppure tre righe nel file e, in questo caso, viene talvolta chiamato 3LE. Il titolo non è comunque obbligatorio, poiché ciscuna riga include un codice identificativo univoco dell'oggetto.

## Storia
All'inizio degli anni '60 del XX secolo, Max Lane sviluppò dei modelli matematici per prevedere le posizioni dei satelliti sulla base di un insieme minimo di elementi di dati. Il suo primo articolo sull'argomento, pubblicato nel 1965, introdusse la Analytical Drag Theory (teoria analitica della resistenza fluidodinamica), che si occupava principalmente degli effetti della resistenza causata dall'atmosfera, ipotizzata come non rotante e a simmetria sferica. Insieme a K. Cranford, nel 1969, pubblicarono un modello migliorato che aggiungeva vari effetti armonici dovuti alle interazioni Terra-Luna-Sole e vari altri input.
I modelli di Lane furono ampiamente utilizzati dai militari e dalla NASA a partire dalla fine degli anni '60. Una versione migliorata del modello divenne lo standard per il NORAD nei primi anni '70, sulla base del quale venne creato il formato TLE. All'epoca esistevano due formati progettati per le schede perforate, un formato interno che utilizzava tre schede che codificavano i dettagli completi per il satellite (incluso nome e altri dati), e il formato di trasmissione a due schede che elencava solo quegli elementi che erano soggetti a modifiche.
Cranford continuò a lavorare sulla modellazione, collaborando con Lane alla pubblicazione Spacetrack Report # 2 nella quale veniva dettagliata la teoria dell'Air Force General Perturbation (perturbazione generale della forza dell'aria), o AFGP4. Il documento descriveva anche due versioni semplificate del sistema:
- IGP4 che utilizzava un modello di trascinamento semplificato
- SGP4 (Simplified General Perturbations) che utilizzava il modello di trascinamento di IGP4 insieme a un modello di gravità semplificato.

Le differenze tra i tre modelli risultavano essere minime per la maggior parte degli oggetti. Un anno dopo, venne pubblicato lo Spacetrack Report # 3, nel quale era incluso il codice sorgente Fortran completo per il modello SGP4. Questo si diffuse rapidamente, divenendo il modello standard de facto, sia nell'industria che nel campo dell'astronomia.
Poco dopo la pubblicazione dello Spacetrack Report # 3, la NASA iniziò a pubblicare sul NASA Prediction Bulletins, le informazioni relative a diversi oggetti orbitanti, che consistevano nei dati del formato di trasmissione in forma testuale. Dopo aver cercato per qualche tempo di convincere la NASA a pubblicarli in formato elettronico, T.S. Kelso prese l'iniziativa di copiare manualmente gli elenchi in file di testo e a distribuirli attraverso il proprio bulletin board system Celest Track.
Il modello SGP4 fu successivamente corretto al fine di poter includere oggetti la cui orbita passava anche attraverso lo spazio profondo, creando così il modello SDP4, avente gli stessi dati di input contenuti nel TLE. Nel corso degli anni sono stati creati una serie di modelli di previsione più avanzati, ma il loro utilizzo non ha avuto una grande diffusione soprattutto perché essi necessitano di più dati in input di quelli contenuti nel TLE. Tra i modelli più recenti, l'unico che ha avuto un certo successo è stato l'SGP8/SDP8, progettato per utilizzare gli stessi input di dati del modello SGP4.
Originariamente esistevano due formati di dati utilizzati con i modelli SGP, uno contenente dettagli completi sull'oggetto noto come "formato interno" e un secondo noto come "formato di trasmissione" utilizzato per fornire aggiornamenti a tali dati.
Il formato interno utilizzava tre schede perforate da 80 colonne. Ogni scheda iniziava con un numero identificativo, 1, 2 o 3, e terminava con la lettera "G". Per questo motivo, il sistema era spesso noto come "formato G-card". Oltre agli elementi orbitali, la G-card includeva varie informazioni quali il paese di lancio e il tipo di orbita (geostazionaria, ecc.), valori calcolati come l'altitudine del perigeo e la magnitudine visiva e un campo di commenti di 38 caratteri.
Il formato di trasmissione era invece una versione ridotta del formato G-card, ottenuta rimuovendo tutti i dati non soggetti a modifiche su base regolare o dati che possono essere calcolati utilizzando altri valori. Ad esempio, l'altitudine del perigeo  non era inclusa nella G-card in quanto questa può essere calcolata attraverso altri elementi. Ciò che rimaneva nel formato di trasmissione è l'insieme di dati necessari per aggiornare i dati originali della G-card man mano che venivano effettuate misurazioni aggiuntive. I dati venivano inseriti in due linee di 69 colonne.  Gli odierni TLE sono semplicemente gli stessi dati del formato di trasmissione resi come testo ASCII.
Un esempio di TLE, riferito alla Stazione Spaziale Internazionale è il seguente:
```
ISS (ZARYA)
1 25544U 98067A   08264.51782528 -.00002182  00000-0 -11606-4 0  2927
2 25544  51.6416 247.4627 0006703 130.5360 325.0288 15.72125391563537
```

Il significato di questi dati è il seguente:

### Linea 0 (facoltativa)
| Campo | Colonne | Contenuto          | Esempio     |
| ----- | ------- | ------------------ | ----------- |
| 1     | 01–24   | Nome del satellite | ISS (ZARYA) |

### Linea 1
| Campo | Colonne | Contenuto                                                                                            | Esempio      |
| ----- | ------- | --- | ------------ |
| 1     | 01      | Numero di riga                                                                                       | 1            |
| 2     | 03–07   | Numero di catalogo del satellite                                                                     | 25544        |
| 3     | 08      | Classificazione (U: non classificato, C: classificato, S: segreto)                                   | U            |
| 4     | 10–11   | Designatore internazionale (ultime due cifre dell'anno di lancio)                                    | 98           |
| 5     | 12–14   | Designatore internazionale (numero di lancio dell'anno)                                              | 067          |
| 6     | 15–17   | Designatore internazionale (pezzo del lancio)                                                        | A            |
| 7     | 19-20   | Anno dell'epoca astronomica (ultime due cifre dell'anno)                                             | 08           |
| 8     | 21–32   | Epoca astronomica (giorno dell'anno e parte frazionaria del giorno)                                  | 264.51782528 |
| 9     | 34–43   | Derivata prima del moto medio detta anche coefficiente balistico                                     | -.00002182   |
| 10    | 45–52   | Derivata seconda del moto medio (assunto il punto decimale)                                          | 00000-0      |
| 11    | 54–61   | B*, termine di trascinamento o coefficiente di pressione di radiazione (si assume il punto decimale) | -11606-4     |
| 12    | 63–63   | Tipo di effemeridi (sempre zero, utilizzato solo nei dati TLE non distribuiti)                       | 0            |
| 13    | 65–68   | Numero del set di elementi. Incrementato quando viene generato un nuovo TLE per questo oggetto.      | 292          |
| 14    | 69      | Checksum (modulo 10)                                                                                 | 7            |

### Linea 2
| Campo | Colonne | Contenuto                                     | Esempio     |
| ----- | ------- | --------------------------------------------- | ----------- |
| 1     | 01      | Numero di riga                                | 2           |
| 2     | 03–07   | Numero di catalogo del satellite              | 25544       |
| 3     | 09-16   | Inclinazione (gradi)                          | 51.6416     |
| 4     | 18–25   | Ascensione retta del nodo ascendente (gradi)  | 247.4627    |
| 5     | 27–33   | Eccentricità (assunto il punto decimale)      | 0006703     |
| 6     | 35–42   | Argomento del perigeo (gradi)                 | 130.5360    |
| 7     | 44–51   | Anomalia media (gradi)                        | 325.0288    |
| 8     | 53–63   | Moto medio (rivoluzioni al giorno)            | 15.72125391 |
| 9     | 64–68   | Numero di rivoluzioni all'epoca (rivoluzioni) | 56353       |
| 10    | 69      | Checksum (modulo 10)                          | 7           |

Nel campo 5 della seconda linea, dove il punto decimale viene assunto, i valori riportati sono quelli dopo il punto decimale stesso. In questo caso il campo (0006703) si traduce in 0.0006703.
Nei campi 10 e 11 della prima linea, gli ultimi due simboli forniscono le potenze di 10 da applicare al decimale precedente, dove il punto decimale viene assunto. Così, per esempio, il campo 11 (-11606-4) si traduce in −0.11606E−4 (−0.11606×10 −4).
I checksum per ciascuna linea, colonna 69 sia per la linea 1 che per la linea 2, vengono calcolati sommando tutte le cifre numeriche su quella riga, incluso il numero di riga. Il valore 1 viene aggiunto alla somma per ogni segno negativo (-) presente su quella stessa linea. Tutti i caratteri non numerici vengono ignorati.
Per un corpo in una tipica orbita terrestre bassa, l'accuratezza che si può ottenere con il modello di orbita SGP4 è dell'ordine di 1 km entro pochi giorni dall'epoca dell'elemento impostato. Il termine "orbita bassa" può riferirsi all'altitudine (minima o globale) o al periodo orbitale del corpo. Storicamente, gli algoritmi SGP definiscono l'orbita bassa come un'orbita di meno di 225 minuti.
Gli anni di epoca a due cifre da 57 a 99 corrispondono agli anni compresi nel periodo 1957-1999 mentre quelli da 00 a 56 corrispondono agli anni compresi nel periodo 2000-2056.
Con la recente commercializzazione dello spazio, il numero massimo di codifiche disponibili per il Satellite Catalog Number per i TLE si sta rapidamente avvicinando. Basti pensare che il solo sistema Starlink prevede la messa in orbita di circa 12000 satelliti. Un altro contributo alla crescita di questo numero è stato dato da diversi eventi di distruzione di oggetti spaziali, quali il Cosmos 1408, che hanno creato un numero enorme di detriti spaziali e quindi, di oggetti ai quali è stato assegnato un numero. Futuri adattamenti del TLE sono in fase di studio per estendere il numero di satelliti codificabili all'interno del TLE.